# Watertoren (Hillegom)
De Watertoren in Hillegom is ontworpen door architect A.D. Heederik en werd gebouwd in 1925. De watertoren van de gemeente Hillegom heeft een hoogte van 45,25 meter en heeft een waterreservoir van 660 m³. De toren staat naast de Provinciale weg 208. De toren is aangewezen als gemeentelijk monument.
Bij het gereedkomen in 1925 was de lokale pers onder de indruk van de omvang van het gevaarte. In de Leidse Courant schreef men:
De betonwatertoren nabij de steenfabriek, die 45 M. hoog is, is gereed. Men is bezig de stellingen af te breken. Als men weet dat van één rondte 3 zolderschuiten hout af komen, heeft men een flauw denkbeeld van de omvang van dit gevaarte. De bovenste helft is thans zichtbaar: het geheel is een massaal werk.

## Herbestemming
In 2001 is een prijsvraag uitgeschreven voor een herbestemming van de watertoren. De gemeente Hillegom sloot vervolgens in 2007 een overeenkomst met een projectontwikkelaar. In 2008 heeft A. Wijnhout Beheer B.V. de rechten overgenomen en is de naam veranderd naar Watertoren Bollenstreek. 
Architect Lars Bouwman kreeg opdracht een ontwerp te maken voor een nieuwe duurzame bestemming van de watertoren. Aan de watertoren is in 2022 een kantorenplint gebouwd waar Wijnhout zich heeft gevestigd. Verder zijn er in het gebouw diverse werkplekken en vergaderruimten, een barista, een collegezaal en mogelijkheden voor evenementen en educatie.
Alblasserdam ·
Alphen aan den Rijn
(Hoorn ·
Prins Hendrikstraat) ·
Barendrecht ·
Bergambacht ·
Bodegraven ·
Boskoop ·
Boven-Hardinxveld ·
Brielle ·
Delft
(Wateringsevest ·
Stromingslaboratorium ·
Getijmodellaboratorium) ·
Den Haag ·
Dirksland ·
Dordrecht
(Villa Augustus · DuPont) ·
Dubbeldam ·
Gorinchem ·
Gouda ·
's Gravendeel ·
Hazerswoude-Rijndijk ·
Heinenoord ·
Hellevoetsluis ·
Hillegom ·
Hendrik-Ido-Ambacht ·
Katwijk ·
Klaaswaal ·
Krimpen aan de Lek ·
Kwintsheul ·
Leerdam
(1900 ·
1912 ·
1929) ·
Leiden ·
Loosduinen ·
Maassluis ·
Meije ·
Monster ·
Moordrecht ·
Naaldwijk ·
Nieuw-Lekkerland ·
Noordwijk ·
Oud-Beijerland ·
Ouderkerk aan den IJssel ·
Poeldijk ·
Rijsoord ·
Rijswijk
(Jaagpad ·
Sammersweg) ·
Roelofarendsveen ·
Rotterdam
(De Esch ·
Delfshaven ·
IJsselmonde ·
Mallegat ·
Europoort) ·
Sassenheim ·
Schoonhoven ·
Sliedrecht ·
Slikkerveer ·
Strijen ·
Vlaardingen 
(1885 ·
1895 ·
Nieuwe) ·
Voorburg ·
Voorschoten ·
Wassenaar ·
Zoetermeer ·
Zuidzijde ·
Zwijndrecht